# Den sofvande staden
Den sofvande staden är en roman från 1913 av den svenska författarinnan Annie Åkerhielm. Den utspelar sig åren 1910–1912 i staden Österhamn, en lätt förtäckt version av Gävle, och handlar om ett skånskt par som tillbringar ett par frustrerade år i staden. Författarinnans make Dan Åkerhielm tillträdde som chefredaktör för Gefle-Posten 1906, men blev avskedad 1912 efter att ha misslyckats med att förändra tidningen. Romanen bygger löst på paret Åkerhielms intryck från denna tid. Delar av persongalleriet är maskerade nidbilder av verkliga gävlebor.
Åkerhielm kritiserar i romanen vad hon uppfattar som stagnation och rädsla för förnyelse inom borgerligheten. Hon invänder också mot ett amerikanskt inspirerat industriliv. Istället förespråkar hon en moderniserad konservatism som bygger på korporativ arbetsindelning och organisk socialpolitik. Boken fick ett negativt mottagande i den lokala pressen i Gävle, men epitetet "den sovande staden" fick fäste och fortsatte under en tid att förknippas med Gävle.